# نابینای بیت‌صیدا

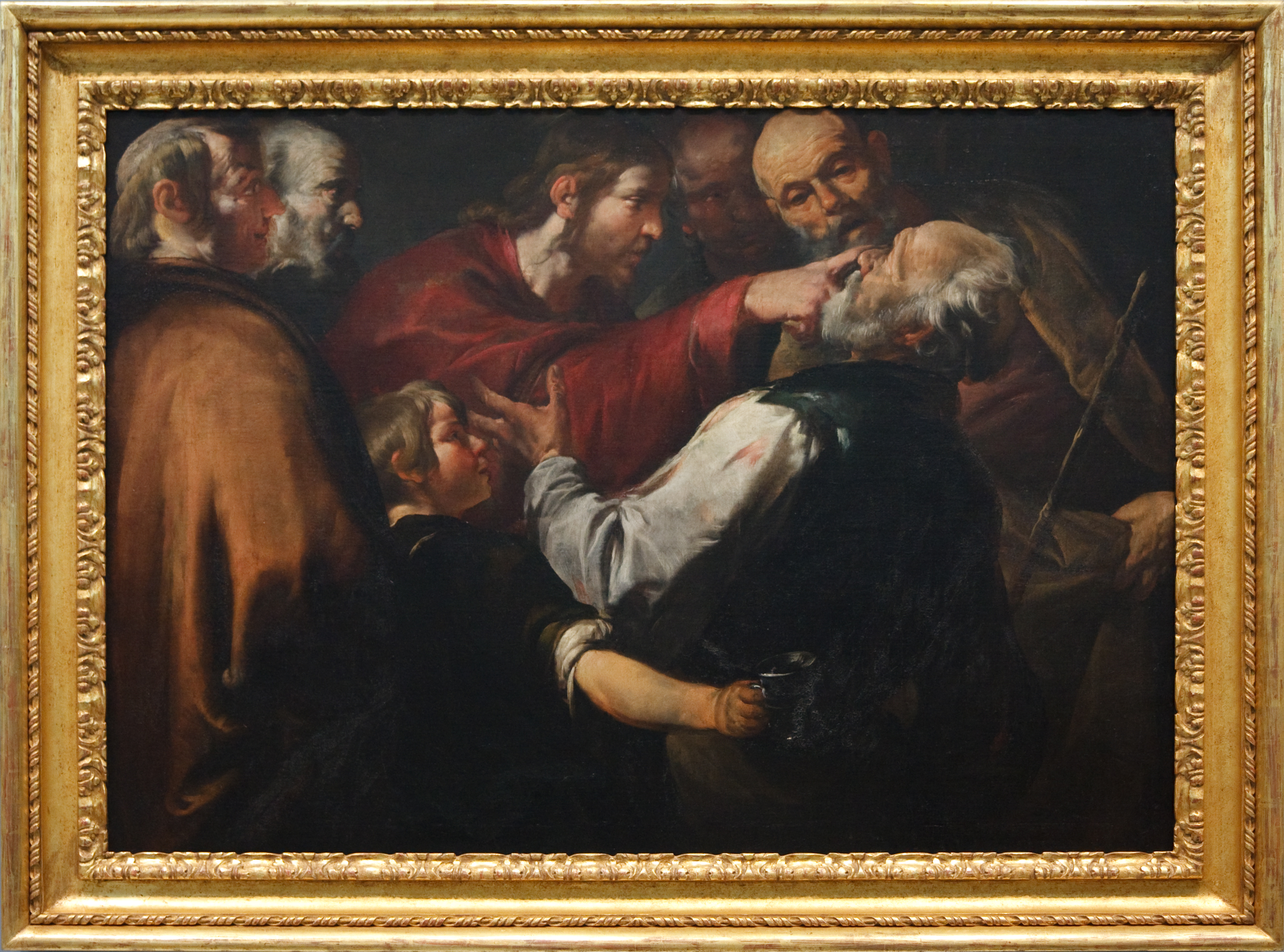
عیسی در حال شفای نابینا نقاشی ۱۶۴۰ میلادی

نابینای بیت‌صیدا یکی از معجزات عیسی (بر اساس ذکر عهد جدید) است که فقط در انجیل مرقس باب ۸ آیات ۲۲ تا ۲۶ ذکر شده‌است
بر اساس انجیل وقتی عیسی به بیت‌صیدا شهری در جلیله رسید. نابینایی از وی درخواست کرد تا وی شفا دهد. عیسی دستش را روی چشمان مرد گذاشت و مرد گفت من «انسان‌ها را شبه درختان در حال حرکت می‌بینم» عیسی چندباره این کار را تکرار کرد تا وی کاملاً خوب شد.